# Brandaan van Clonfert

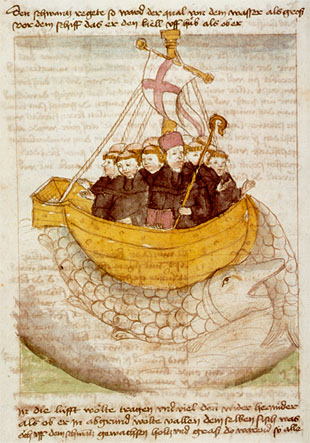
Sint Brandaan en de walvis in een 15e-eeuws handschrift

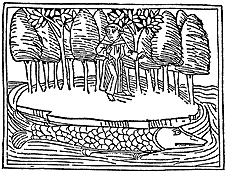
Sint-Brandaan en de vis Jasconius in "De Reis van Sinte Brandaan"

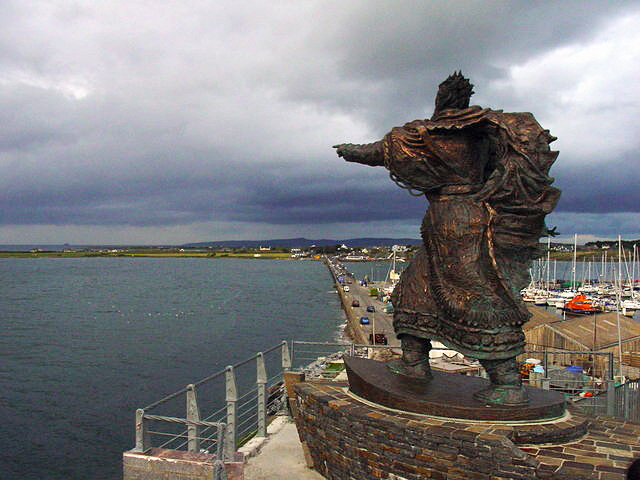
Standbeeld van Sint Brandaan op het eiland Samphire

Brandaan van Clonfert (Iers: Breandán; Latijn: Brendanus, Brandanus of Brandarius; Engels: Brendan), bijgenaamd de Zeevaarder, meestal aangeduid als Sint-Brandaan en oorspronkelijk Brénainn mac Findloga ("zoon van Findlug") of Brénainn moccu Alti ("achterkleinzoon van Alti") genoemd (bij Tralee, ongeveer 484 - bij Galway, ongeveer 577), was een abt en heilige uit Ierland. Hij stichtte daar een aantal kloosters. De legenden over zijn leven hebben de werkelijke geschiedenis overschaduwd.

## De Reis van Sint-Brandaan
Brandaan is vooral bekend van De Reis van Sint-Brandaan (ook Sinte Brandane of Sente Brandane genoemd), een Middelnederlands gedicht uit de 12e eeuw. De reis werd daarvoor reeds in de 9e of 10e eeuw beschreven in de Navigatio sancti Brendani abbatis (De reis van de heilige abt Brandaan), een prozastuk.
Volgens de Reis van Sint-Brandaan las Brandaan in een boek allerlei zaken die hij niet geloofde. Zo zouden er twee paradijzen op aarde zijn, een vis met een bos op zijn rug en zou de verrader Judas elke zaterdagnacht verlichting krijgen van zijn straf in de hel. Brandaan geloofde het boek niet en wierp het in het vuur. Hierop verscheen een engel met de boodschap dat hij zelf moest nagaan wat de waarheid was.
Samen met een aantal pelgrims begon Brandaan een reis over de Atlantische Oceaan. Onderweg overkwamen hen de meest fantastische belevenissen. Zo vond hij een pratend reuzenhoofd op het strand, kwam hij een draak tegen die werd verjaagd door een hert uit de wolken en ontmoette hij de vis met het bos op zijn rug. Alles wat ze meemaakten schreef Brandaan op in een boek. Uiteindelijk kwamen ze bij een eiland aan waar twee kastelen stonden. In het tweede kasteel bevond zich de poort naar het aards paradijs, bewaakt door de engel Cherubin. Niemand mocht binnentreden, behalve Sint-Michiel (de aartsengel Michael) die de zielen naar de hemel begeleidde. Brandaan besloot terug te gaan en beleefde onderweg nog vele bizarre avonturen. Eenmaal thuis aangekomen verscheen weer een engel die hem voor de keuze stelde of hij verder wilde leven op aarde of in het paradijs. Hij koos voor het laatste en stierf. Op zijn graf bouwde men een kerk in zijn naam.

## Nabeschouwing

### Tijdstip
De meeste in het verhaal genoemde gebeurtenissen zijn fictief, maar de reis kan echt hebben plaatsgevonden. Als dit zo is, dan moet dat rond 530 zijn geweest, voor Brandaans reis naar Brittannië. Een andere theorie is dat de reis van Brandaan is gebaseerd op de combinatie van reizen van verschillende Ierse monniken.

### Immram
Het verhaal sluit aan bij de Keltische traditie van de immram.

### Heiligverklaring
Brandaan werd door de Ierse kerk heilig verklaard op 16 mei, dat is zijn feestdag.

### Abdijen en bisdommen
De stichtingen van de volgende abdijen worden aan hem toegeschreven:
- Ardfert
- Seanna Cill (van hier vertrok hij op zijn mythische reis)
- Gallerus
- Kilmalchedor
- Brandon Hill
- Blasket-Eilanden
- Inis-da-Druim (Coney-Island)
- Clonfert

De stichtingen van de volgende bisdommen worden aan hem toegeschreven:
- Ardfert
- Annaghdown

### Metafoor
Het verhaal kan worden gezien als een metafoor voor de moeilijke geestelijke reis die iedereen in het leven moet doormaken om in het paradijs te komen.

### Ontdekking van Noord-Amerika
Het is niet onmogelijk dat hij Noord-Amerika heeft ontdekt. Christoffel Columbus voerde de legende van Sint-Brandaan aan om zijn bewering dat hij via het westen naar Azië was gevaren kracht bij te zetten. Daarnaast lukte het Timothy Severin in 1976 om met een curragh (het type boot waarmee Brandaan zou hebben gevaren) vanuit Ierland Amerika te bereiken.

## Populariteit in de Nederlanden
Sint-Brandaan was een zeer populaire heilige in West-Europa in de vroege Middeleeuwen. In de Nederlanden was hij populair tot ver in de late Middeleeuwen. Van het verhaal uit de 15e eeuw bestaan twee versies in twee verzamelhandschriften; het Comburgse handschrift (ca. 1370) en het Hulthemse handschrift (ca. 1410). Van de laatste zijn de 337 verzen verloren gegaan. Beide hebben een verloren gegane 13e-eeuwse versie als bron gehad, die weer gebaseerd was op een midden-12e-eeuwse Middelfrankische tekst uit de regio Midden-Rijn.
Het verhaal vormt een bewijs van Keltische invloeden op de Europese literatuur van het vasteland. Het verhaal bevat elementen uit de 12e-eeuwse visioenenliteratuur en uit Ierse zeevaartverhalen, zoals die sinds de 7e eeuw werden verteld.
Deze Middelnederlandse verhalen gingen een heel eigen leven leiden, en verschillen soms sterk van de Latijnse originelen. De oudste herdruk als volksboek vond voor zover bekend plaats rond 1476. Sindsdien zijn er vele uitgaven geweest. In 1682 werd het opgenomen in het volksboek Wonderbaarlyke en ongeloofelyke Reizen, waarin ook reizen van Alexander de Grote, Lucianus en Plinius zijn vermeld. Tussen 1838 en 1841 werd het door Blommaert uitgegeven in zijn Oudvlaamsche Gedichten. In 1891 gaf Moltzer de prozatekst samen met dat van Pantaleon uit onder de titel Levens en legenden van heiligen; naar het Utrechtsche handschrift. I: Brandaen en Panthalioen.
In 1949 verscheen een uitgave met inleiding en commentaar door dr. Maartje Draak, waarin zij ervoor koos om op basis van de editie van Blommaert het 'oorspronkelijke gedicht' te reconstrueren. Parallel aan de middelnederlandse tekst loopt de moderne bewerking in dichtvorm van Bertus Aafjes. De tekst is geïllustreerd met houtsneden uit een gedrukte uitgave uit 1476. In 1978 is deze editie herdrukt. (De reis van Sinte Brandaan. Meulenhoff, Amsterdam)

## Trivia
- De vuurtoren Brandaris op Terschelling is mogelijk naar Brandaan genoemd.
- Het boek Anderland: een Brandaan mythe van Paul Biegel is gebaseerd op het verhaal van Brandaan.